# فیونا اپل
فیونا اپل مکافی ماگارت (به انگلیسی: Fiona Apple McAfee-Maggart؛ زادهٔ ۱۳ سپتامبر ۱۹۷۷) خواننده، آهنگ‌ساز و پیانیستِ آمریکایی زادهٔ ۱۳ سپتامبر ۱۹۷۷ در منهتن نیویورک است.
موسیقی او از سبک‌های مختلفی تأثیر گرفته‌است، از جَز و پاپ گرفته تا آلترنتیو راک. اشعار بی‌تکلف و صادقانه‌ای که از ذهن خیال‌پرداز او برآمده‌اند و همراهی‌شان با سازهای گوناگون از فرنچ هورن گرفته تا آپتیگان، شناسهٔ آثار فیونا اپل هستند.

## کودکی
فیونا اپل در یک خانواده هنرمند متولد شد. مادرش دایانا مک‌آفی خواننده و پدرش برندن مگارت هنرپیشه بود.
از هشت سالگی شروع به نواختنِ پیانو کرد و فقط چهار سال طول کشید تا شروع به نوشتنِ آهنگ‌هایش کند. او در این مدت حوادث ناخوشایندی مانند جدایی پدر و مادرش از یکدیگر و یک مورد تجاوز جنسیِ خشونت‌آمیز را تجربه کرد.

## اولین آلبوم: کشندی-۱۹۹۶
در شانزده سالگی پس از ترک دبیرستان، برای دیدار با پدرش و ضبط دموی قطعاتی که تا به آن‌موقع نوشته بود به لوس آنجلس نقل مکان کرد. دموی ۳ ترانهٔ ضبط شده به دست یک روزنامه‌نگار موسیقی به‌نام کاترین شنکر رسید و شنکر هم آن را به یکی از مدیران اجرایی سونی به‌نام اندی اسلیتر رساند. این اتفاق و صدای کُنترآلتوی فیونا و مهارت‌اش در ترانه‌سرایی و نوازندگی پیانو، در نهایت منجر به عقد قرارداد مابین سونی و کشف جدیدش شد.
آلبوم کشندی با لیبل اپیک-از زیرمجموعه‌های سونی-منتشر شد و با فروش ۲٬۷۰۰٬۰۰۰ نسخه و دریافت گواهی ۳بار پلاتین از انجمن صنعت ضبط ایالات متحده به موفقیتی بزرگ دست یافت. کشندی در زمان انتشارش در آمریکا تا ردهٔ ۱۵اُم بیلبورد ۲۰۰ صعود کرد و ترانهٔ «مُجرم» جایگاه ۲۱اُم جدول ۱۰۰ ترانهٔ پُرفروش روز را به‌خود اختصاص داد.

## آلبوم دوم: وقتی که مهره پیاده
این آلبوم که نام عجیب و طولانی
'وقتی که مهره پیاده به جنگ می‌رود مانند یک پادشاه فکر می‌کند و تصمیم می‌گیرد و آنچه او می‌داند مانند ضربات شمشیرش هستند هنگامی که به جنگ می‌رود و بالاخره همه چیز را می‌برد وارد رینگ می‌شود وقتی ذهنت نقطهٔ قوتت باشه هم هیچکس جلو دارت نیست پس وقتی تکی کاری را انجام می‌دهی خودت دست خودت را بگیر، یادت باشد که عمق بزرگترین بلندی‌ست و اگر میدانی کجا وایساده‌ای پس میدانی باید کجا روی و اگر یه موقعی زمین خوردی، اشکال نداره چون خواهی دانست حق با تو بوده‌است.
را بر خود داشت جایگاه فیونا را به عنوان یک هنرمند مؤثر بر بازار، در صنعت موسیقی آمریکا تثبیت کرد. در پی چاپ تصویری از فیونا در نشریه اسپین، وی پس از مشاهده نظرات چاپ شده خوانندگان در شماره‌های بعدی نشریه، شعری سرود که نام عجیب آلبوم وقتی که مهره پیاده در واقع همان شعر فیونا است. فروش این آلبوم فقط در ایالات متحده، ۹۲۰٬۰۰۰ نسخه بود. آلبوم در زمان انتشارش در آمریکا تا ردهٔ بیستم پرفروش‌ترین آلبوم‌های روز آمریکا صعود کرد و ترانهٔ «تا می‌توانی سریع» جایگاه بیستم «جدول ترانه‌های راک مدرن» و بیست یکم «جدول ۴۰ ترانهٔ برتر بزرگسالان» را به‌خود اختصاص داد.

## ماشین شگفت‌انگیز - ۲۰۰۵
در اکتبر ۲۰۰۵، آلبوم سوم فیونا منتشر شد. ماشین شگفت‌انگیز با تأخیری چند ماهه از زمان تعیین شده، وارد بازار شد که دلیل آن نارضایتی فیونا از کیفیت فنی آهنگ‌ها در ضبط اولیه عنوان شد. در نهایت با تنظیم و ضبط مجدد ده آهنگ (از مجموع یازده آهنگ اولیه) و اضافه‌کردن یک قطعه جدید، آلبوم روانه بازار شد. ماشین شگفت‌انگیز نامزدی گرمی بهترین آلبوم آوازی پاپ را برای فیونا اپل به‌همراه آورد، هفتمین آلبوم پرفروش آمریکا شد و فقط در این کشور ۴۶۰،۰۰۰ نسخه از آن به فروش رسید. قطعات «برش گردان» و «نسخه بهتری از من» توانستند نظر موافق عموم منتقدها را جلب کنند.

## همکاری باجانی کش
فیونا در کاور ۲ اثر از سایمون و گارفانکل و کت استیونس با جانی کش همکاری کرده‌است.

## ترانه‌شناسی
- کشندی (۱۹۹۶)
- وقتی که مهره پیاده… (۱۹۹۶)
- ماشین شگفت‌انگیز (۲۰۰۵)
- چرخ هرزگرد… (۲۰۱۲)
- برو قیچی آهن‌بر را بیاور (۲۰۲۰)

## جوایز

### ۱۹۹۷
- برندهٔ جایزه بهترین خوانندهٔ جدید از جوایز موسیقی ام‌تی‌وی برای ترانهٔ «بخواب تا رؤیا ببینی»

### ۱۹۹۸
- برندهٔ جایزه بهترین فیلمبرداری از جوایز موسیقی ام‌تی‌وی برای ویدئوی «مُجرم»
- برندهٔ جایزه گرمی بهترین خوانندهٔ زن سبک راک برای ترانهٔ «مُجرم»[۱۱]

### ۲۰۰۰
- برندهٔ جایزهٔ بهترین خوانندهٔ زن از جوایز موسیقی منطقهٔ کالیفرنیا برای آلبوم وقتی که مهره پیاده...